# نووکایاکنت
نووکایاکنت (انگلیسی: Novokayakent) یک روستا در روسیه است که در شهرستان کایاکنتسکی از توابع داغستان واقع شده است.